# Saarstahl
Die Saarstahl AG ist ein deutscher Stahlkonzern mit Sitz in Völklingen. Die Saarstahl-Gruppe besteht aus einer Vielzahl an Tochterunternehmen (z. B. Saarschmiede GmbH Freiformschmiede) sowie Beteiligungen (z. B. ROGESA).
Im Jahr 2022 erzielte der Konzern einen Umsatz von rund 3,638 Milliarden Euro und beschäftigt rund 5.067 Mitarbeiter. Saarstahl ist das zweitgrößte saarländische Unternehmen und mit 235 Auszubildenden ein bedeutendes Ausbildungsunternehmen im Saarland.
Die Saarstahl AG existiert seit 1989, hat jedoch in ihren einzelnen Betriebsteilen eine deutlich längere Firmentradition. Hervorgegangen ist die Gesellschaft aus den Montanunternehmen in Völklingen (Völklinger Eisenwerk der Gebrüder Röchling, gegründet 1881), Neunkirchen (Neunkircher Eisenwerk vormals Gebrüder Stumm, gegründet 1806) und Saarbrücken-Burbach (Saarbrücker Eisenhüttengesellschaft, gegründet 1856). 1971 schlossen sich die Werke in Völklingen und Burbach zur Stahlwerke Röchling-Burbach GmbH zusammen, welche 1982 mit dem Neunkircher Eisenwerk zur Arbed Saarstahl GmbH unter Führung der Arbed fusionierte. Daraus entstand 1986 die Saarstahl Völklingen GmbH und 1989 die Saarstahl AG.

## Unternehmensstruktur

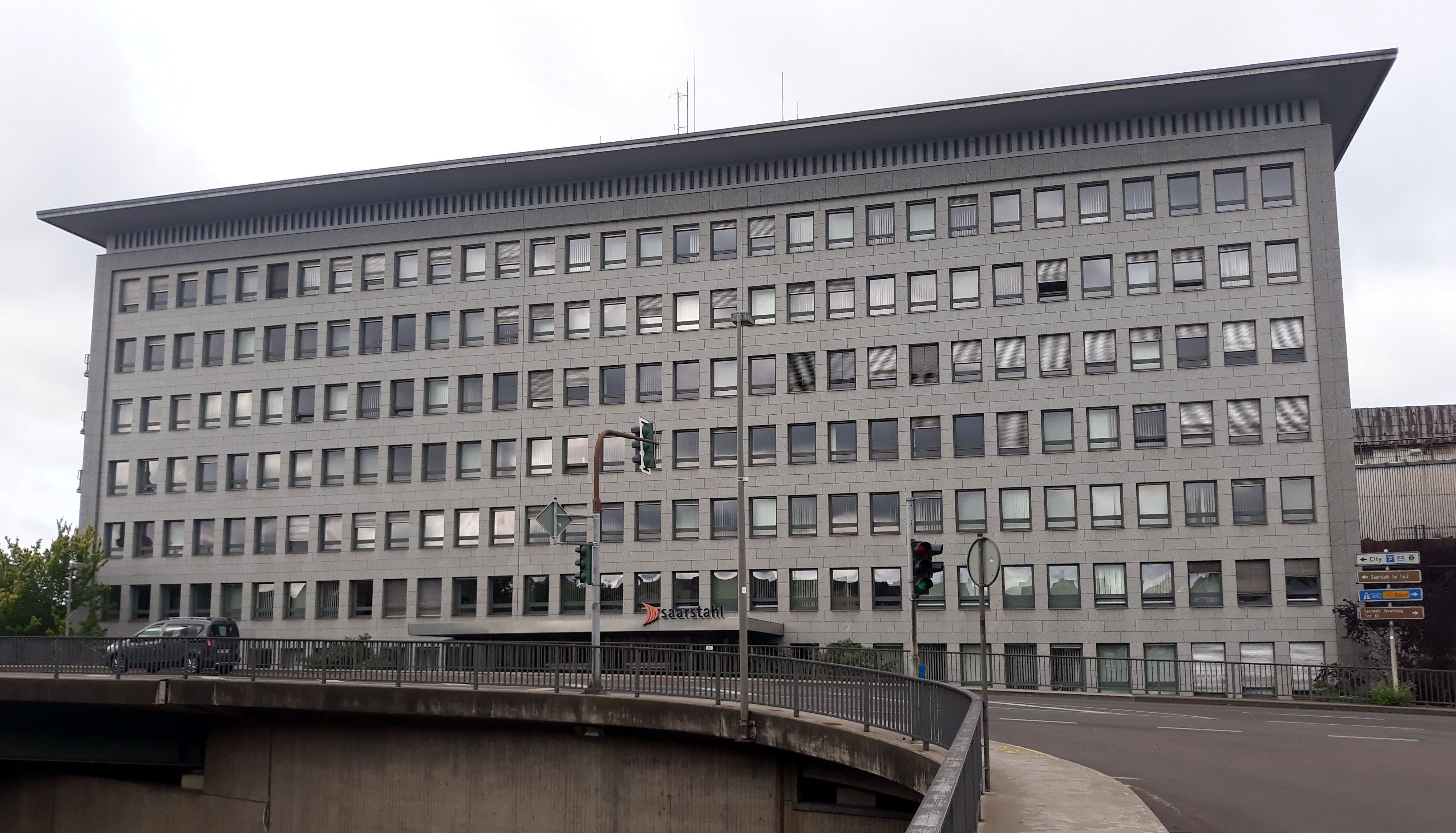
Hauptverwaltung in Völklingen, Bismarckstraße 57

### Anteilseigner
Mehrheitsaktionär der Saarstahl AG mit 74,9 % der Aktien ist die SHS – Stahl-Holding-Saar GmbH & Co. KGaA, die AG der Dillinger Hüttenwerke besitzt 25,1 %.

### Wichtige Beteiligungen
Mit der Dillinger Hütte besteht eine wechselseitige Verflechtung, da Saarstahl wiederum 33,75 % daran besitzt. Die Dillinger Hütte und Saarstahl halten je 50 % Anteile der ROGESA Roheisengesellschaft Saar, deren auf dem Werksgelände der Dillinger Hütte befindliche Hochöfen das für die Stahlproduktion beider Unternehmen erforderliche Roheisen erzeugen. Diese wiederum besitzt Anteile an der ebenfalls auf dem Werksgelände befindlichen Zentralkokerei Saar. Dillingen ist der einzige Standort im Saarland, an dem Roheisen hergestellt wird. Zusammen mit der Dillinger Hütte wird auch die Einkaufsgesellschaft der Dillinger Hütte und Saarstahl mbH betrieben.
Zentrale Aufgaben wie Personalwesen, Finanzwesen und allgemeine Verwaltung werden durch die SHS – Stahl-Holding-Saar übernommen. Wesentliche Kernprozesse wie Produktion und Vertrieb werden durch die Schwestergesellschaften Saarstahl und Dillinger Hütte jeweils eigenverantwortlich durchgeführt.
Eine weitere wichtige Beteiligung hält die Saarstahl AG an der Zentralkokerei Saar GmbH, an der Saarstahl und die AG der Dillinger Hüttenwerke jeweils mittelbar 50 % der Anteile halten. Die ZKS erzeugt Koks, der ausschließlich zum Einsatz in den Hochöfen der ROGESA bestimmt ist.

### Verwaltung und Vertrieb
Zentrale Aufgaben wie Personalwesen, Finanzwesen und allgemeine Verwaltung werden durch die SHS – Stahl-Holding-Saar übernommen. Wesentliche Kernprozesse wie Produktion und Vertrieb werden durch Saarstahl eigenverantwortlich durchgeführt.

## Tätigkeitsbereiche
Direkt sowie über Tochtergesellschaften betreibt die Saarstahl AG diverse Betriebe der Stahlerzeugung und -verarbeitung. Das in der ROGESA Roheisengesellschaft Saar in Dillingen erzeugte Roheisen wird mittels Pfannenwagen in das Blasstahlwerk am Standort Völklingen transportiert und dort zu Stahl verarbeitet. Zudem besteht dort ein Elektrostahlwerk sowie ein Walzwerk. An den Standorten Burbach und Neunkirchen werden mehrere Walzstraßen (Draht- bzw. Feinstahlstraße) betrieben.
Kalk für den Eigenbedarf im Verhüttungsprozess wird u. a. in einer eigenen Kalksteingrube in Auersmacher gefördert.
Wesentliche produzierende Tochtergesellschaften sind Saar-Blankstahl GmbH in Homburg, Saarschmiede GmbH Freiformschmiede in Völklingen, Drahtwerk St. Ingbert GmbH in St. Ingbert, Drahtwerk Köln GmbH in Köln, Schweißdraht Luisenthal GmbH in Luisenthal, Saar-Bandstahl GmbH in Völklingen und CONFLANDEY Industries in Amoncourt (Frankreich). Hinzu kommen weitere produzierende Tochtergesellschaften in Frankreich sowie verschiedene Tochtergesellschaften, die Dienstleistungen für den Konzern erbringen. Eigene Europäische Vertriebsgesellschaften bestehen in Deutschland, Frankreich, der Schweiz, Belgien, Italien, Spanien und in der Tschechischen Republik. Weltweit bestehen Vertriebsbüros in den USA, Großbritannien, der Türkei, Indien, China und in Malaysia.

## Geschichte
Die Saarstahl AG entstand durch den Zusammenschluss mehrerer schon deutlich länger existierender saarländischer Hüttenwerke. 1971 schlossen sich die im Besitz der Industriellenfamilie Röchling befindlichen Röchling'schen Eisen- und Stahlwerke, die die Völklinger Hütte betrieben, mit der im Besitz des luxemburgischen Stahlkonzerns Arbed befindlichen Burbacher Hütte zur Stahlwerke Röchling-Burbach GmbH zusammen. 1982 kam als drittes Hüttenwerk die vormals im Besitz der Industriellenfamilie Stumm befindliche Neunkircher Eisenwerk AG hinzu. Aus diesem Zusammenschluss entstand die Arbed Saarstahl GmbH.
Als Auswirkung der Stahlkrise kam es zu verschiedenen Eigentümerwechseln, in deren Folge die Arbed Saarstahl GmbH zur Saarstahl AG umfirmierte. 1993 waren die Eigentümer der französische Stahlkonzern Usinor-Sacilor mit 70,0 %, die saarländische Landesregierung mit 27,5 % und die Arbed mit 2,5 %. Aufgrund der wirtschaftlichen Situation des Unternehmens bestanden umfangreiche Bürgschaften der Bundesrepublik Deutschland sowie des Saarlandes. Das Unternehmen fuhr 1993 täglich einen Verlust von rund 1 Mio. DM ein, weshalb sich die Unternehmensführung unter Roland de Bonneville und Guy Dollé entschloss, ein Konkursverfahren eröffnen zu lassen. Das Verfahren wurde am 31. Juli 1993 eröffnet und dauerte bis 2001 an; seitdem ist die Saarstahl AG wieder unter eigener Verantwortung aktiv. Im Zuge des Konkursverfahrens kam es wiederum zu Wechseln in der Eigentümerstruktur. Im Rahmen der sogenannten Hüttenlösung entstand für die beiden verbleibenden Saarhütten (neben der Saarstahl AG noch die Dillinger Hütte) eine regionale Eigentümerstruktur unter dem Dach der SHS – Stahl-Holding-Saar GmbH & Co. KGaA.

## Werke
Im Saarland befinden sich drei Standorte der Saarstahl AG:
- Völklingen
- Saarbrücken-Burbach
- Neunkirchen

Hinzu kommen mehrere Standorte diverser Tochtergesellschaften.

### Völklinger Hütte
Zu Saarstahl bzw. den Vorgängerunternehmen gehörte auch eine Hochofenanlage mitsamt einer Gebläsehalle auf dem Werksareal in Völklingen. Dieses 1986 endgültig stillgelegte Ensemble, welches mit einer Fläche von rund 10 Hektar nur einen Bruchteil der Völklinger Saarstahl-Werksanlagen mit insgesamt rund 260 Hektar umfasst, bildet heute das UNESCO-Weltkulturerbe Völklinger Hütte.

### Saarschmiede
Die Saarschmiede GmbH in Völklingen schmiedet wesentliche Komponenten für den Kraftwerksbau und die Luft- und Raumfahrtindustrie. Bekannte Halbzeuge sind die Boosterringe für die Ariane-5-Rakete. 450 Millionen Euro waren im Jahre 2010 in neue Anlagen investiert worden, um die Saarschmiede noch stärker auf den Energiemaschinenbau auszurichten. Durch die Katastrophe in Fukushima und die nachfolgende Energiewende geriet das Unternehmen jedoch massiv unter Druck. Ende 2017 wurde die Schmiede redimensioniert und die Belegschaft um rund 400 Mitarbeiter sozialverträglich halbiert.

## Galerie

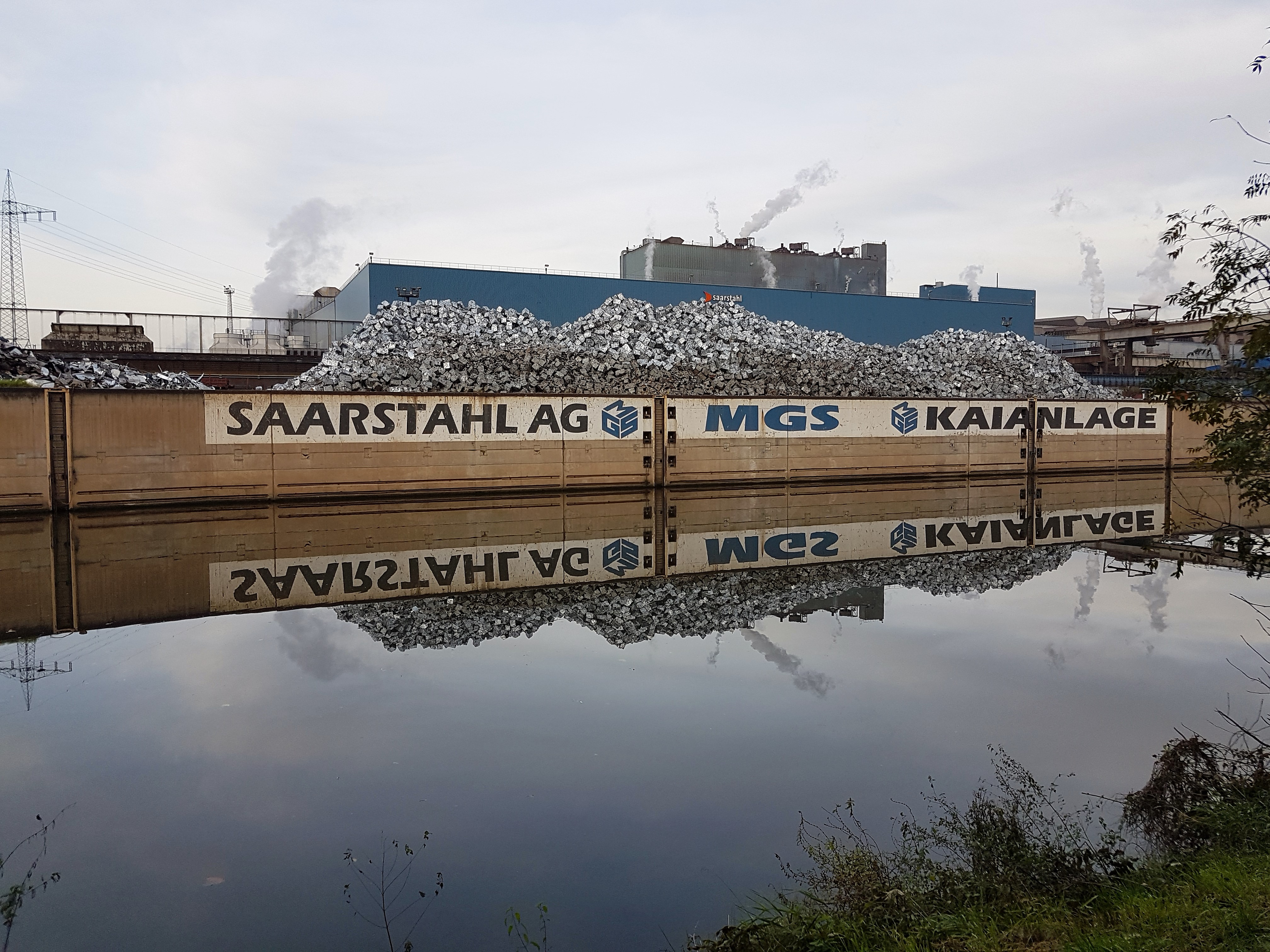
Völklingen, MGS u.Blasstahlwerk
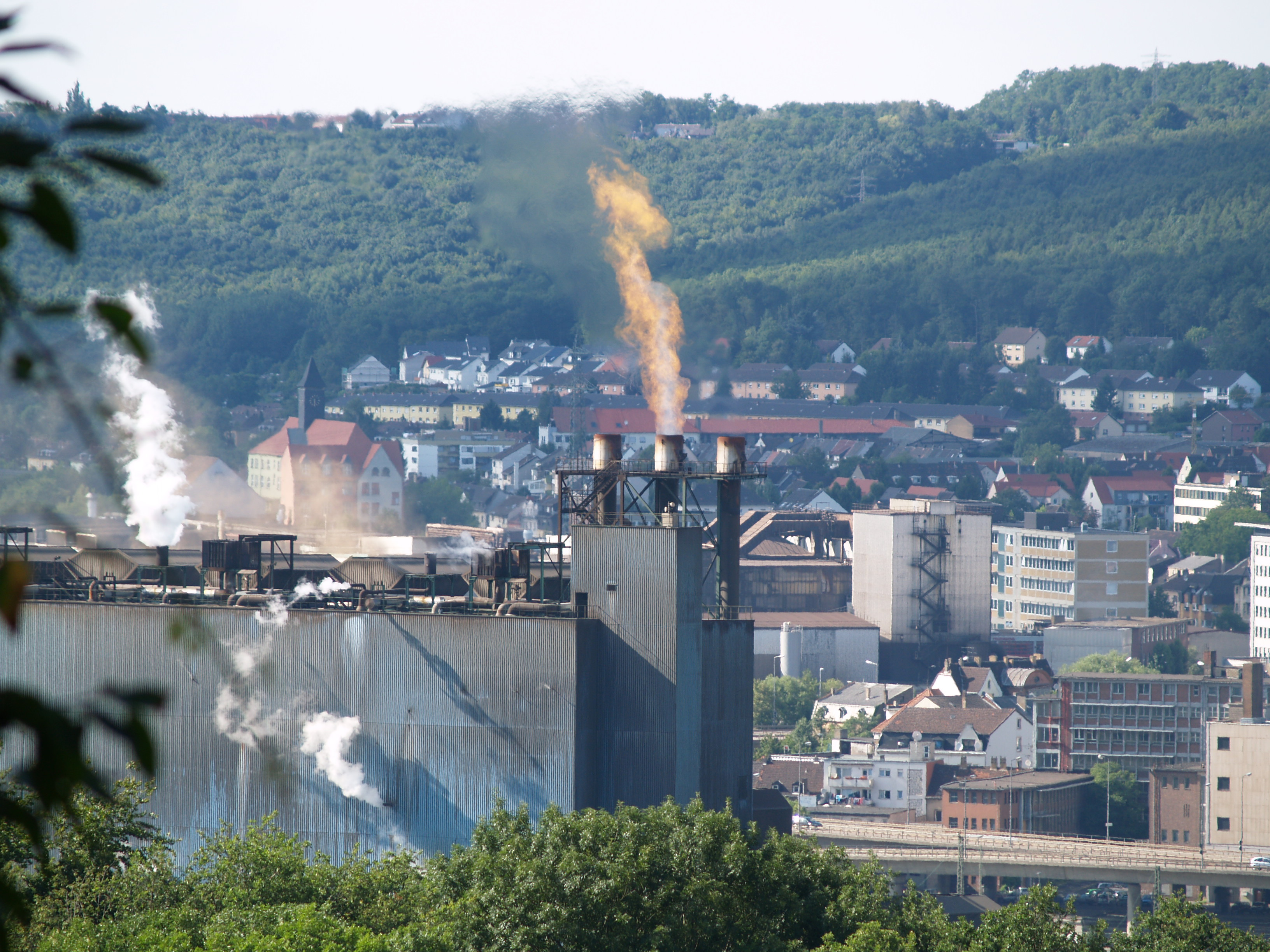
Völklingen, Blasstahlwerk
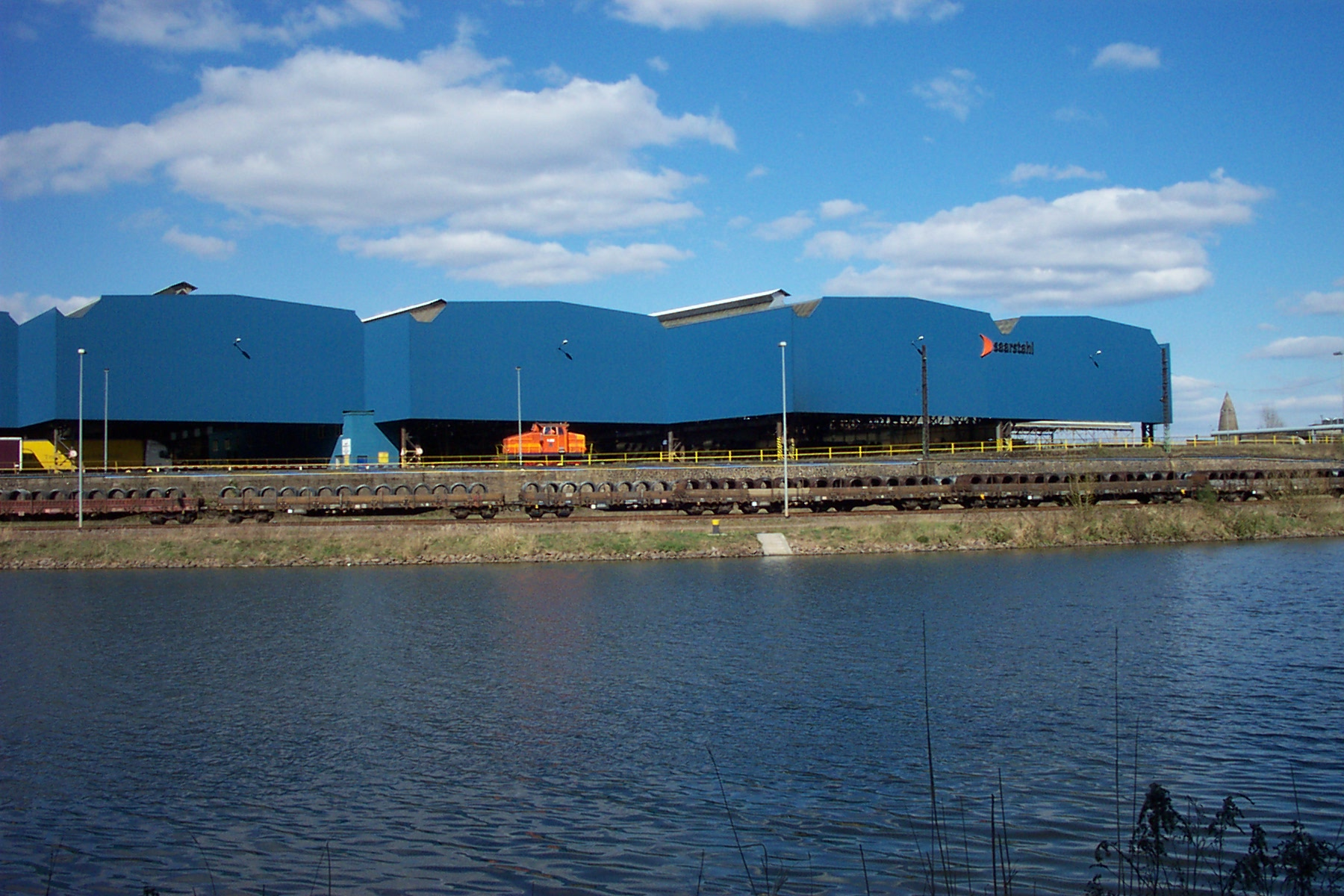
Burbach, Drahtstraße
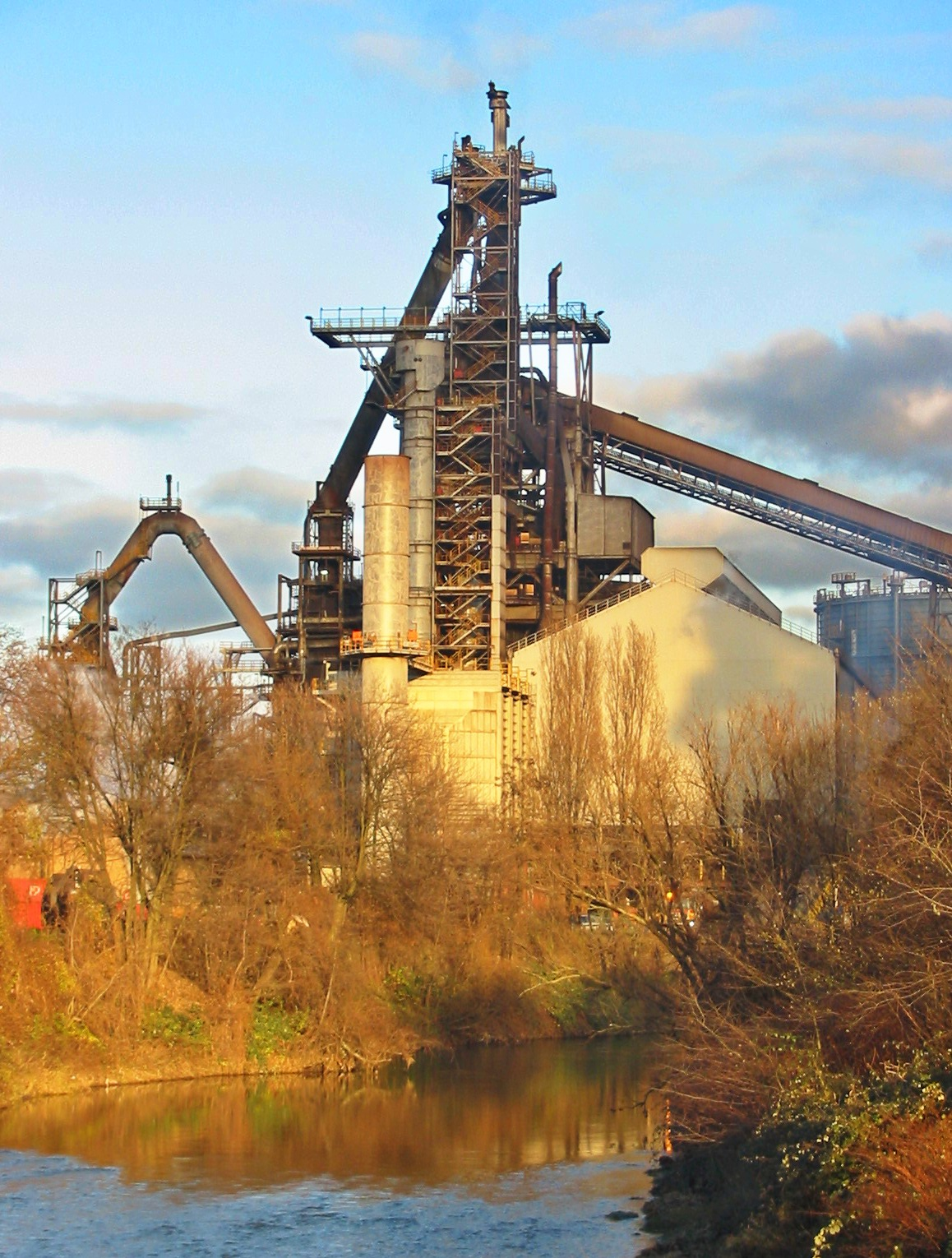
Rogesa Hochofen 5, Dillinger Hütte
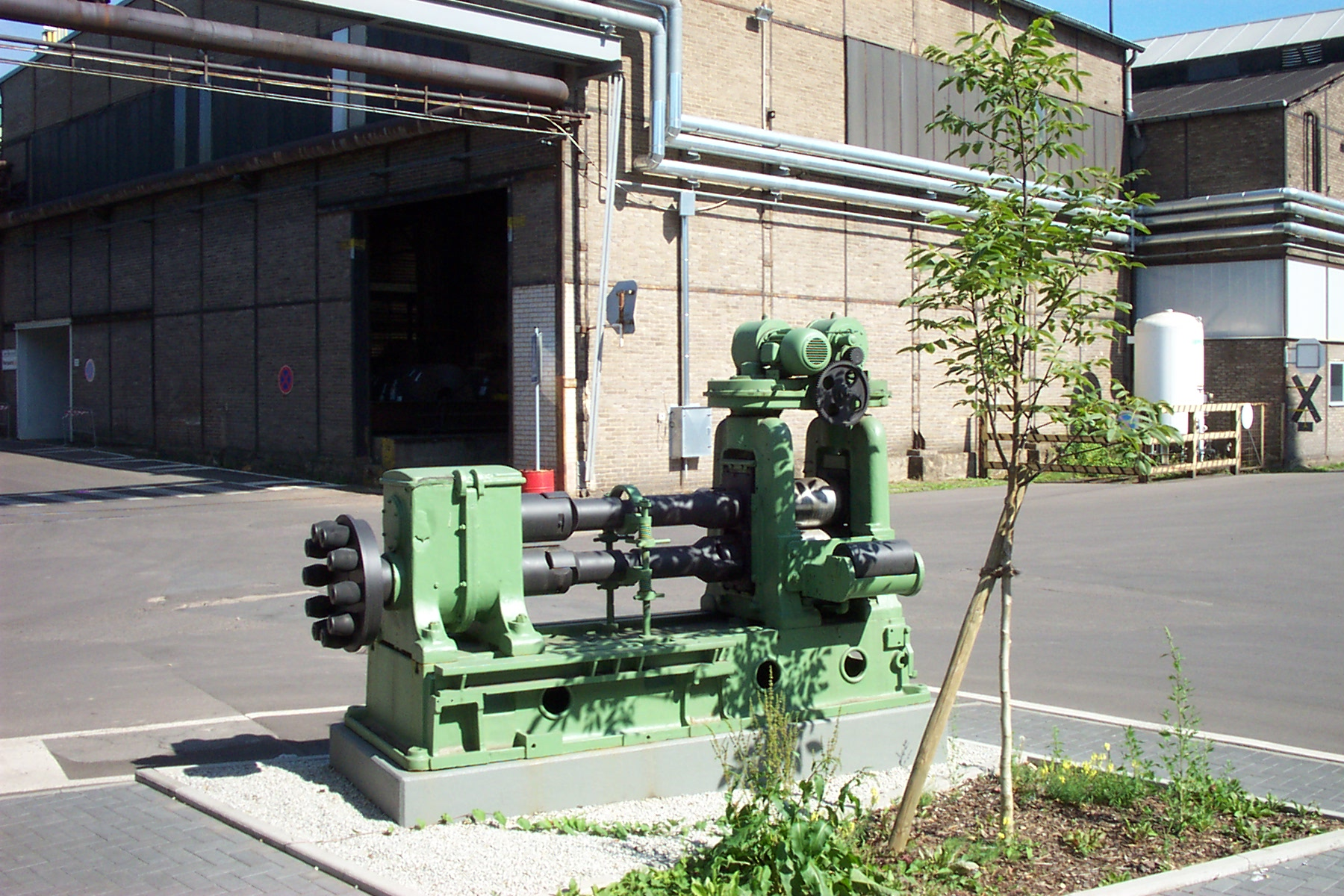
Völklingen, Saar-Bandstahl GmbH (Kaltwalzwerk 494)
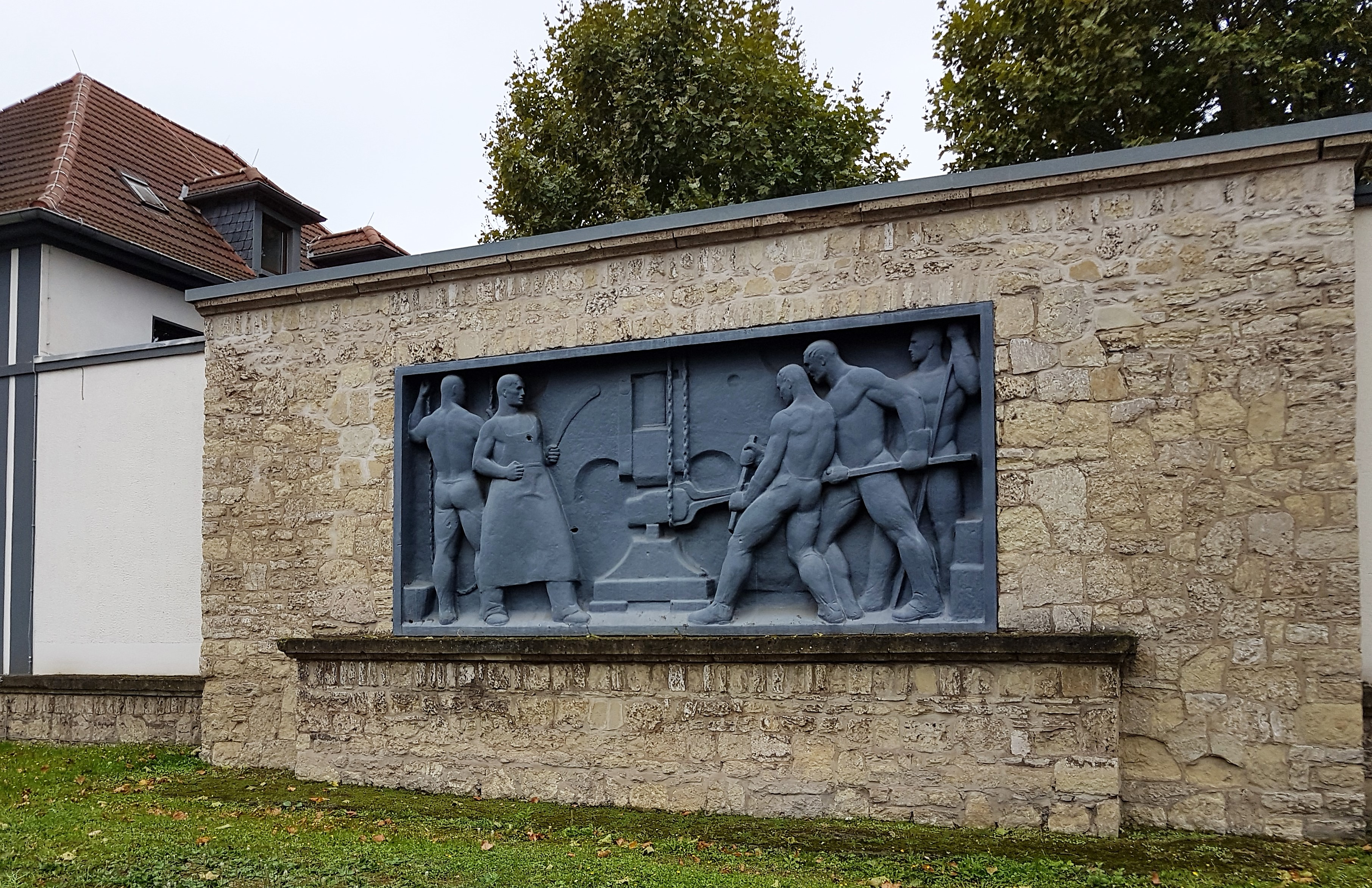
Völklingen, Am Torhaus 2
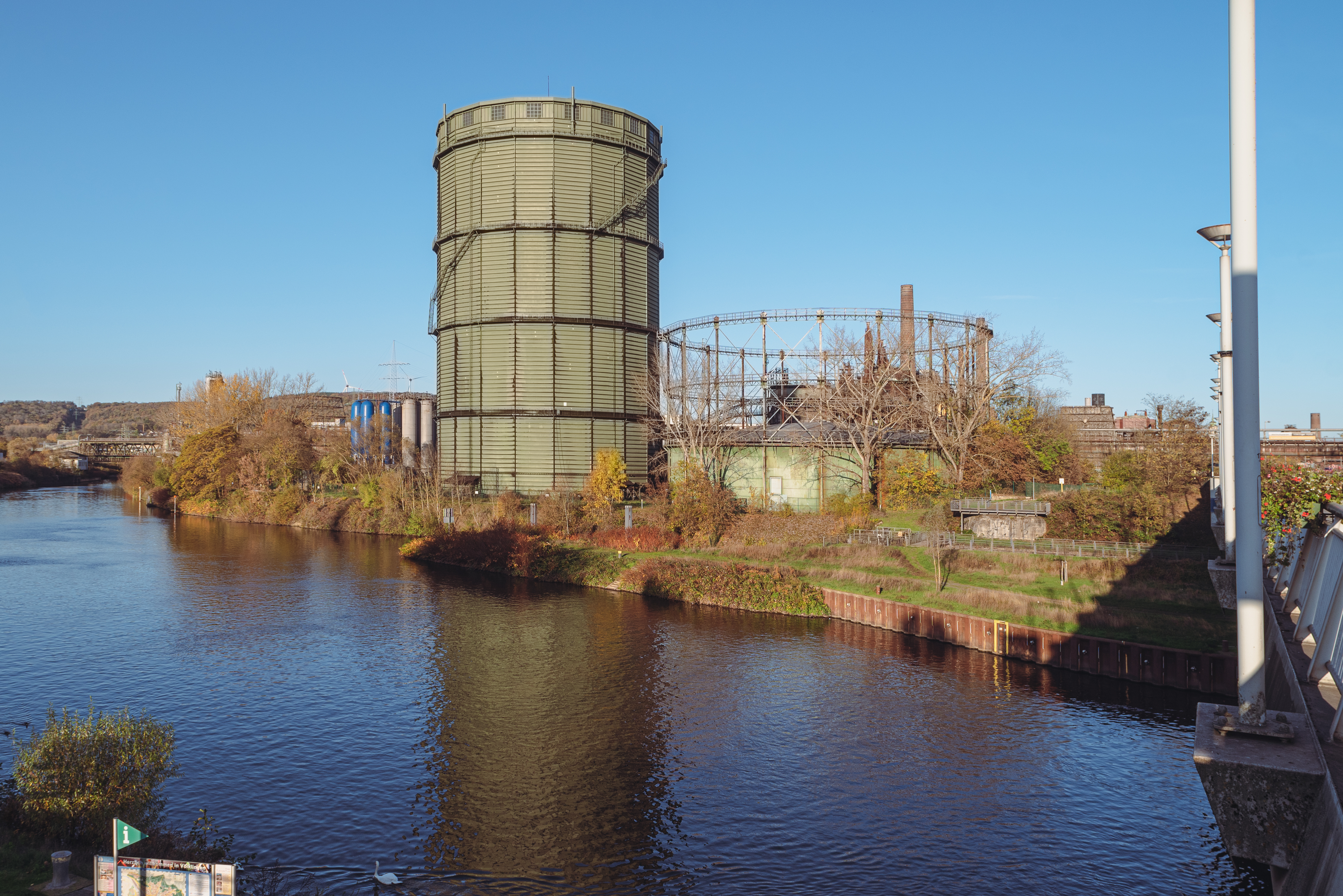
Scheiben- und Teleskopgasometer (beide außer Betrieb)
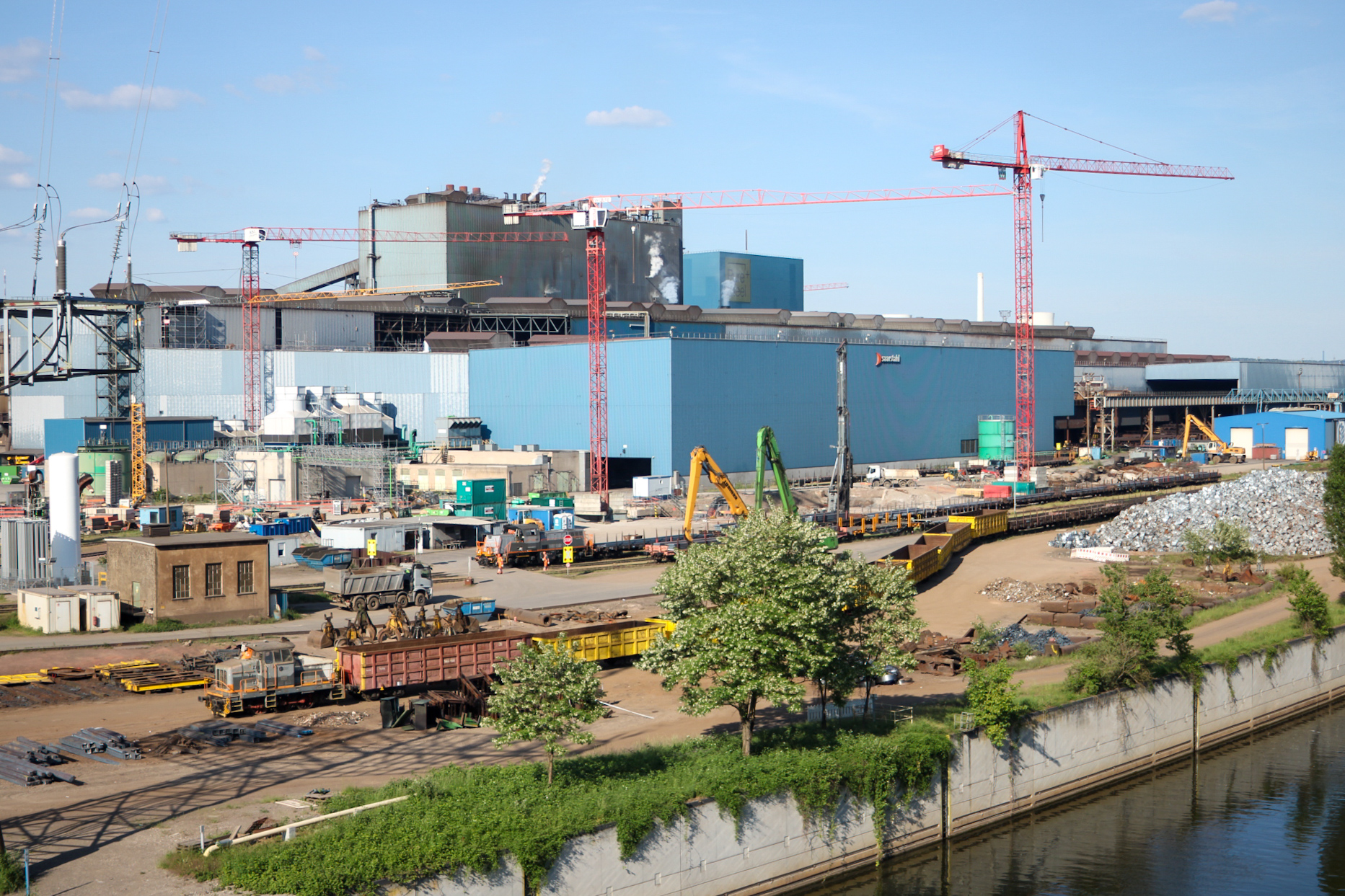
Völklingen, Blasstahlwerk und Werkbahn während Bauarbeiten (Mai 2025)
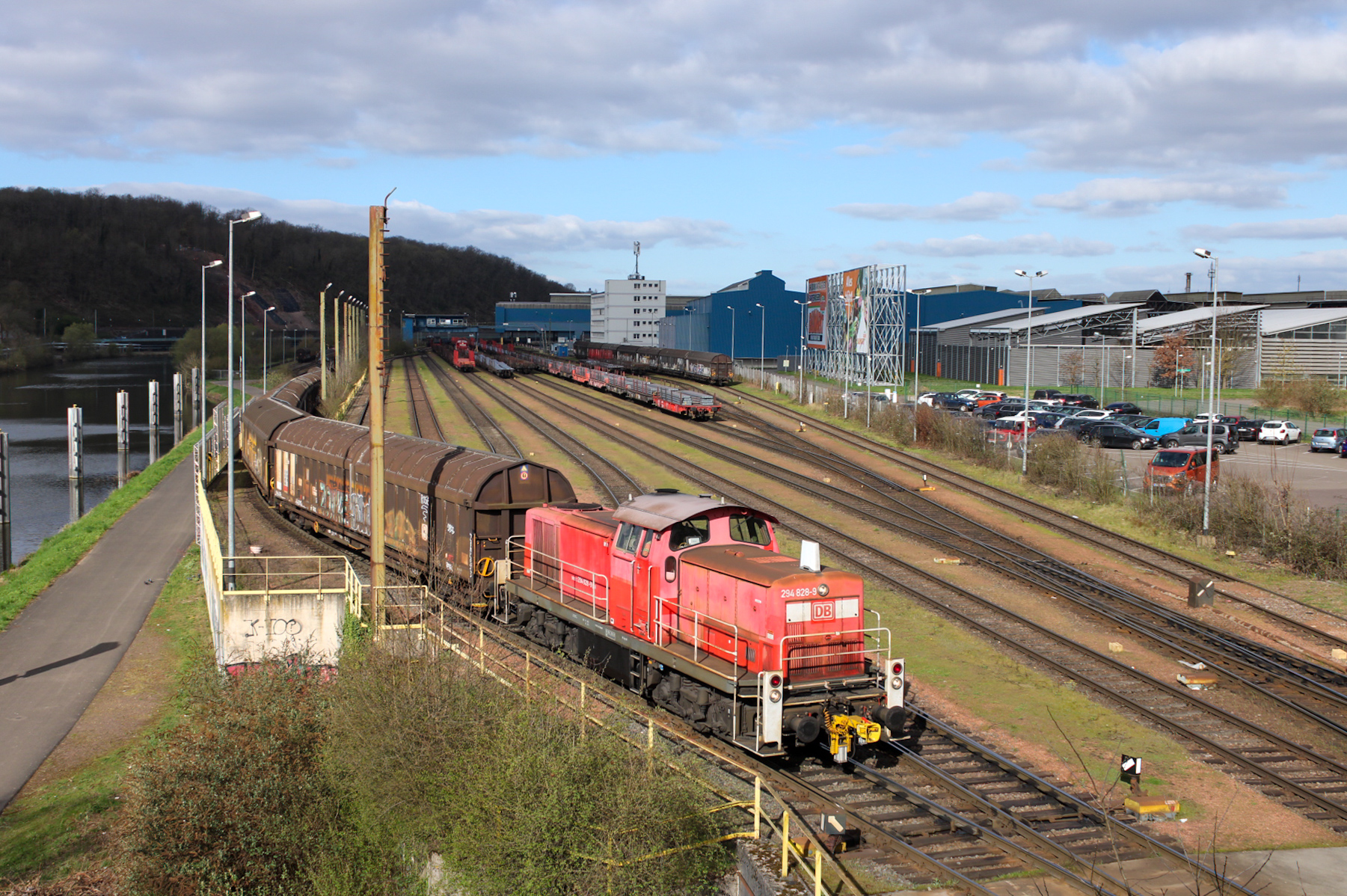
Burbach, Werkbahnhof (März 2025)